# Victor Wetterström
Victor Wetterström, född 27 augusti 1884 i Stockholm, död 11 maj 1956 i Stockholm, var en svensk curlingspelare. Han blev olympisk silvermedaljör vid olympiska vinterspelen 1924 i Chamonix. Han var skohandlare till professionen och även aktiv i den svenska filmbranschen, bland annat som stiftare till AB Wive.